# Richeza (Polen)

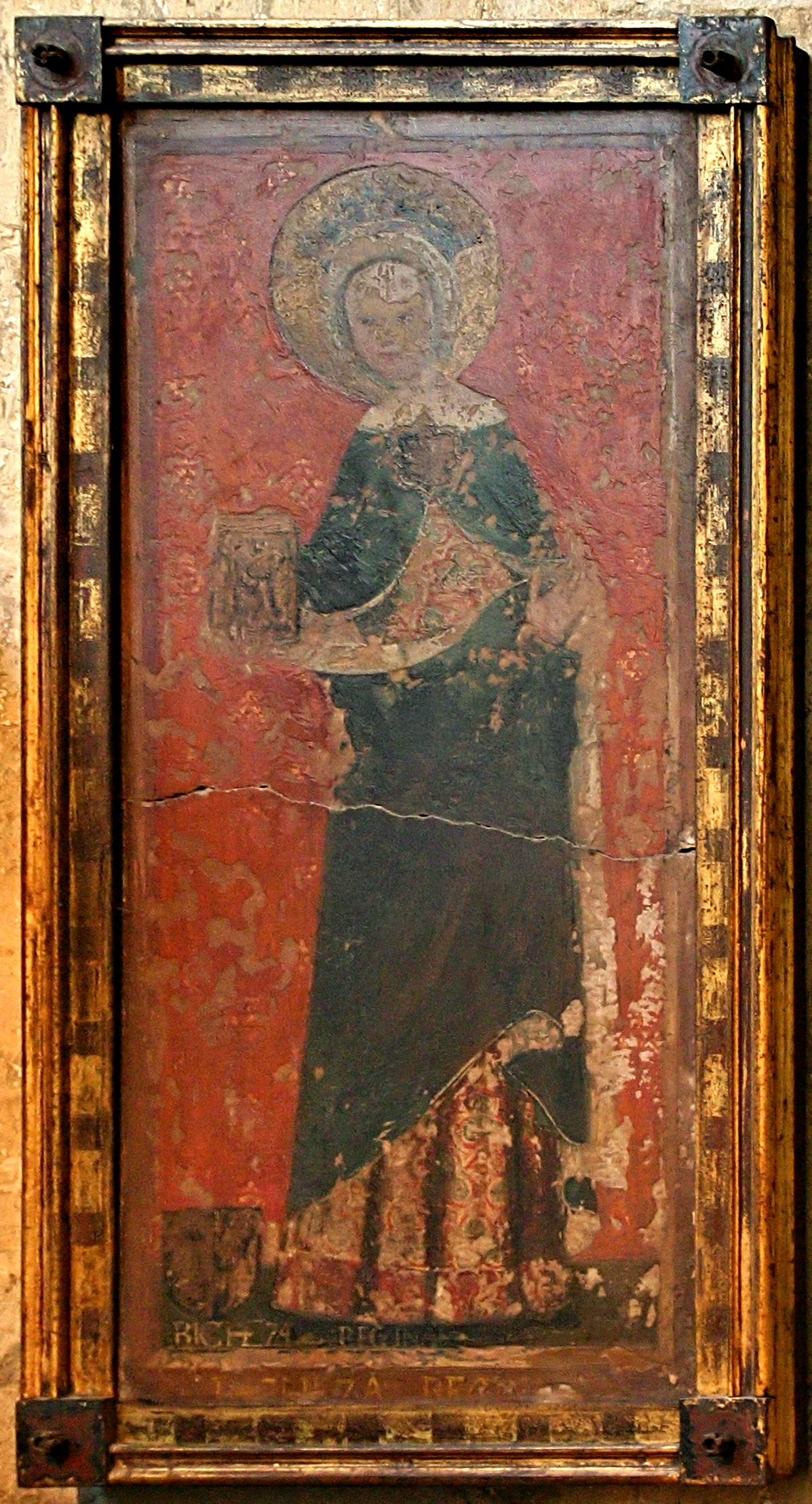
Bildnis der Richeza in der Johanneskapelle des Kölner Doms nahe der Begräbnisstätte

Richeza (teilweise auch Rixa, polnisch Rycheza; * um 995; † 21. März 1063 in Saalfeld) war ab 1025 als Ehefrau Mieszkos II. Königin von Polen, lebte aber nach dem Tode ihres Mannes ab 1036 auf Gütern ihrer väterlichen Familie, der Ezzonen im Heiligen Römischen Reich. Durch ihre Hochzeit mit Mieszko II. gewann das junge polnische Königtum Anschluss an die Tradition der älteren fränkischen Königreiche. Über ihre Nachkommen wurde Richeza zur Stammmutter der osteuropäischen Dynastien der Piasten, Rurikiden und der Árpáden. Richeza, von der kein zeitgenössisches Bild existiert, betätigte sich nach ihrer Rückkehr aus Polen als fromme Stifterin, sodass sie bis heute als Selige verehrt wird.

## Leben
Richeza stammte über ihre Mutter Mathilde von den Liudolfingern ab, über die väterliche Familie der Ezzonen möglicherweise von den Karolingern. Ihr Vater war der Pfalzgraf von Lothringen Ezzo, ihre Mutter Mathilde eine Tochter des römisch-deutschen Kaisers Otto II. Richeza war nach der Fundatio des Klosters Brauweiler, des Hausklosters der Ezzonen, in jedem Fall die älteste Tochter, möglicherweise sogar das älteste Kind, ihrer Eltern.

### Königin von Polen
Richeza heiratete im Jahr 1013 den polnischen Herzog Mieszko. Diese Eheverbindung war wohl schon im Jahr 1000 in Gnesen zwischen Mieszkos Vater Bolesław Chrobry und Kaiser Otto III. verabredet worden, um das polnische Herrschergeschlecht, das sich gerade lehnsmännisch an das Reich gebunden hatte, durch verwandtschaftliche Bindungen enger an das Reich zu binden. Aufgrund der Kinderlosigkeit Ottos III. waren die Töchter seiner Schwester Mathilde die am engsten mit dem Kaiser verwandten potentiellen Bräute für Mieszko. Nach dem frühen Tod Ottos III. 1002 und der Umorientierung der Polenpolitik des Reiches durch Heinrich II. zögerte sich die Hochzeit hinaus, bis Boleslaw 1012 die Hochzeit einforderte und Mieszko mit Brautgeschenken in das Reich schickte, wo sich Richezas Familie mit Heinrich II. um die ottonischen Erbgüter stritt. Heinrich nutzte die Gelegenheit, um einen Ausgleich mit den Ezzonen zu erzielen und in Merseburg einen zeitweiligen Frieden mit Polen auszuhandeln. Die Hochzeit zwischen Richeza und Mieszko fand Pfingsten 1013 ebenfalls in Merseburg statt. Anwesend waren sowohl Heinrich II. als auch Boleslaw.
Nach dem endgültigen Frieden zwischen dem Reich und den polnischen Herrschern, der 1018 in Bautzen geschlossen wurde, unterhielten Richeza und Mieszko enge Kontakte zum deutschen Königshof. 1021 nahmen sie an der Weihe des Doms zu Bamberg teil. Nach dem Tod Boleslaws, der sich nach Heinrichs Tod 1024 selbst zu einem dem deutschen König gleichrangigen polnischen König erhoben hatte, wurde Richeza an der Seite Mieszkos Königin von Polen. Über die Zeit der Thronwirren zwischen ihrem Mann und dessen Brüdern Bezprym und Otto fehlen genaue Quellen. Die Brauweiler Chronik gibt an, Richeza habe 1031 die polnische Königskrone an Konrad II. übergeben und eine wichtige Rolle bei der Vermittlung eines Friedens zwischen Polen und dem Reich 1033 gespielt. Beides ist nicht glaubwürdig. Mieszko starb 1034. Richeza floh, möglicherweise nach einem kurzen Versuch, ihren Sohn Kasimir auf dem Thron zu halten, aufgrund der neuheidnischen Opposition in das Reich und kehrte zu ihrer Familie zurück.

### Nach der Rückkehr ins Heilige Römische Reich
Richezas Ankunft machte eine Neuverteilung des Erbes Ezzos notwendig, da bei der Verteilung des Erbes nicht abzusehen gewesen war, dass Richeza eine Existenzgrundlage benötigen würde. Richeza erhielt mit Saalfeld einen Besitz, der nicht zu dem niederrheinischen Gebiet gehörte, in dem die Ezzonen versuchten, als Pfalzgrafschaft Lothringen ein zusammenhängendes Herrschaftsgebiet aufzubauen. Richeza nannte sich weiterhin Königin von Polen, ein Privileg, das ihr Konrad II. zugestanden hatte. In Saalfeld sammelte Richeza die polnische Opposition, die ihren Sohn Kasimir unterstützte. 1039 konnte dieser mit Hilfe Konrads II. zurück auf den polnischen Thron gelangen.

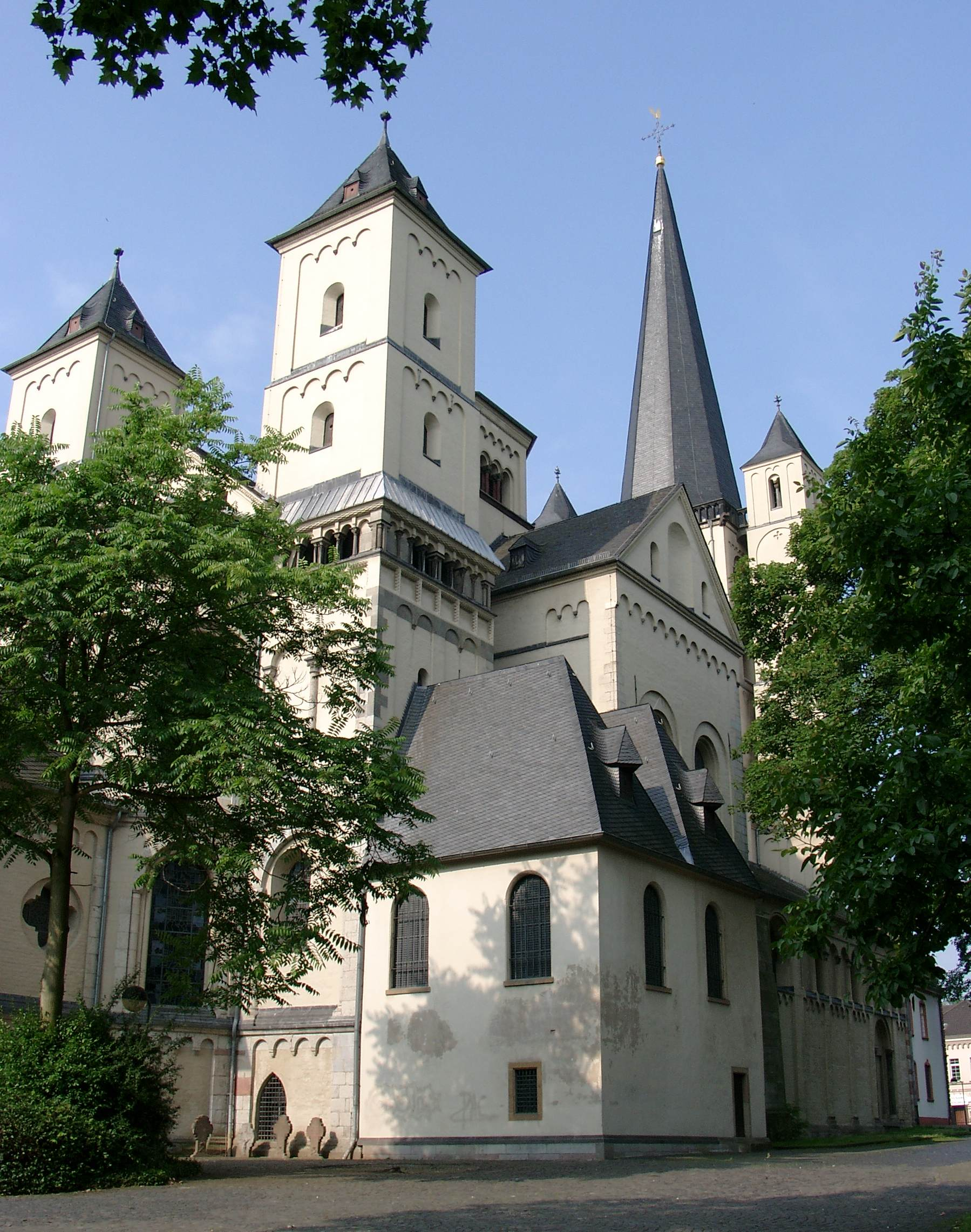
Richeza förderte die Abtei St. Nikolaus in Brauweiler unter anderem durch den Neubau der Kirche

1047 machte der Tod von Richezas Bruder Otto, dem letzten männlichen Nachfahren Ezzos im Laienstand, die territorialpolitischen Ziele der Ezzonen zunichte. Richeza erbte nun große Teile des ezzonischen Besitzes. Ottos Tod scheint Richeza sehr berührt zu haben. Auf seiner Beerdigung in Brauweiler durch Bruno von Toul legte sie ihren weltlichen Schmuck auf den Altar und wurde Sanctimoniale, um ihr restliches Leben der Memoria der Ezzonen zu widmen. Ein weiteres Ziel war vermutlich, die den Ezzonen verbliebenen Rechte zu sichern.
Durch eine Urkunde vom 17. Juli 1051 ist belegt, dass Richeza an der Neuordnung des Ezzonischen Besitzes am Niederrhein mitwirkte. Sie, ihre Schwester Theophanu, Äbtissin in Essen, und ihr Bruder, der Kölner Erzbischof Hermann, übertrugen darin das Kloster Brauweiler an das Erzbistum Köln. Vorangegangen war ein Rechtsstreit vor dem Kaiser, da diese Übertragung bereits unter Ezzo selbst geschehen war. Dieses hatten die drei noch lebenden Kinder Ezzos erfolgreich angefochten. Der Grund für die Übertragung war vermutlich, dass die Zukunft der Ezzonen am Niederrhein nicht mehr gesichert war: Von Ezzos zehn Kindern hatten nur Richeza, Adelheid und Otto Kinder. Keines von diesen war an einer Machtposition am Niederrhein interessiert oder fähig, eine solche auszuüben. Die Übertragung an das Bistum, dem mit Hermann einer der jüngeren Ezzonen vorstand, sicherte den Zusammenhalt des Besitzes. 1054 wurden auch Schenkungen Richezas an das Kloster Brauweiler beurkundet, die mit dem Wunsch verbunden waren, neben ihrer Mutter in der Klosterkirche beigesetzt zu werden. Diese Neuordnung, die anscheinend davon ausging, dass Hermann seine Geschwister überleben würde, scheiterte, als dieser 1056 starb und mit Anno II. ein neuer Erzbischof eingesetzt wurde, der die Macht seines Bistums auf Kosten der Ezzonen zu steigern suchte.
Richeza reagierte auf Annos Erhebung damit, dass sie ihren moselländischen Besitz an das Kloster Brauweiler verschenkte, sich dabei aber das lebenslange Nutzungsrecht vorbehielt. Brauweiler als Zentrum der ezzonischen Memoria sollte unabhängig von der Machtposition der Ezzonen wirtschaftlich gesichert werden. Danach begab sich Richeza nach Saalfeld, wo sie ähnliche Regelungen zugunsten des Bistums Würzburgs traf, dessen Bischof im Gegenzug urkundlich versprechen musste, Richeza nach ihrem Tod selbst oder von sechs untadeligen Priestern und sechs Diakonen an den von ihr gewünschten Begräbnisort zu bringen. Anno protestierte gegen diese Regelungen. Am Ende überließ ihm Richeza ihre Güter um Saalfeld und Coburg, behielt aber das Nutzungsrecht bis zum Tod und zusätzlich Einkünfte aus sieben Orten im Rheinland sowie 100 Pfund Silber jährlich vom Erzbistum Köln. Richeza starb am 21. März 1063 in Saalfeld.

### Der Streit um Richezas Erbe

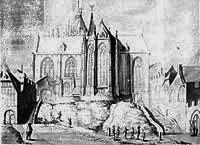
In der Kirche St. Maria ad Gradus, hier auf einer Zeichnung des 17. Jahrhunderts, wurde Richeza begraben.

Richeza wurde in der Kölner Kirche St. Maria ad Gradus und nicht, wie sie gewünscht hatte, in Brauweiler bestattet. Veranlasst hatte dies der Erzbischof Anno II. von Köln, der sich auf eine mündliche Abrede mit Richeza berief. Das Gut Klotten an der Mosel, das Richeza ihrer Begräbniskirche gestiftet hatte, zog er damit an St. Maria ad Gradus, dessen Beziehung zu Richeza, Hermann II. und Anno II. unklar ist. Möglicherweise war St. Maria ad Gradus eine unvollendete Stiftung Hermanns, die Anno vollendete und nach seinen Plänen auf Kosten der Ezzonen ausbaute. Das Kloster Brauweiler berief sich auf den schriftlichen Willen Richezas und verlangte die Übergabe Klottens an sich. Der folgende Streit wurde erst 1090 von Erzbischof Hermann III. von Hochstaden zugunsten Brauweilers entschieden. Richezas Grab blieb jedoch in St. Maria ad Gradus, bis diese Kirche 1817 abgebrochen wurde. Heute befindet sich Richezas Grab in der Johannis-Kapelle im Kölner Dom, wo ihre Gebeine in einem schlichten, klassizistischen Holzsarkophag geborgen sind. Neben dem Sarkophag hängen mittelalterliche Porträts Richezas und Annos II., die aus der mittelalterlichen Grabanlage in St. Maria ad Gradus stammen.

## Stiftungstätigkeit
Richeza war in Polen gemeinsam mit Mieszko als Bauherrin bei der Errichtung der Pfalzen Ostrów Lednicki und Giecz (nahe Gnesen) aufgetreten.
Im Reich ist als erste Stiftung Richezas eine Kapelle des Hl. Nikolaus in Klotten nachgewiesen, die um 1040 entstanden ist. Klotten war das Verwaltungs- und Herrschaftszentrum der mittelrheinischen Besitzungen der Ezzonen und einer von Richezas bevorzugten Aufenthaltsorten. Bei dem wohl von ihrem Ministerialen Huso und nicht von Richeza errichteten Bau handelte sich um einen einfachen, rechteckigen Bau, der mit einem Wohngebäude verbunden war. Nach einer Erweiterung im 16. Jahrhundert diente die Kapelle ab 1802 als Spritzenhaus und ab 1874 als Schule. Nach Zerstörung im Zweiten Weltkrieg wurden die Reste 1951 abgebrochen. Zu dem Hofgut gehörte seinerzeit noch ein freistehender Nikolausbrunnen, der inzwischen von einem Wohnhaus überbaut wurde.
In Saalfeld wurde aus dem Umstand, dass dort 1074 ein Marktrecht und eine Kirche der Heiligen Gertrud bestand und dort die sogenannten Rixa-Pfennige geprägt wurden, auf eine Verleihung des Marktrechtes unter Richeza, möglicherweise aber auch schon unter ihrem Vater Ezzo geschlossen. Neueinrichtungen von Märkten mit Gertrudiskapellen geschahen unter Ezzonen auch in Bonn, Köln und Essen.

### Die Abteikirche von Brauweiler
Die wichtigste Stiftung Richezas ist der zweite Bau der Abteikirche in Brauweiler, deren Fundamente 1048 gemauert wurden. Ihre Eltern hatten Brauweiler gegründet, allerdings lediglich bescheiden ausgestattet, da die Übertragung größerer Ländereien nicht mit den territorialen Ziele der Ezzonen in Einklang zu bringen war. Nach dem Tod von Richezas Bruder Otto als letztem männlichem Ezzonen im Laienstand waren diese Ziele obsolet, so dass Richeza Brauweiler als Zentrum der ezzonischen Memoria ausgestalten ließ. Diesem Zweck genügte der Gründungsbau Ezzos und Mathildes nicht, so dass Richeza eine neue Klosterkirche errichten ließ, die in wesentlichen Teilen noch heute erhalten ist. Bei Richezas Bau handelte es sich um eine dreischiffige Pfeilerbasilika mit ausladendem Querhaus im Osten und einer Ostapsis über einer Hallenkrypta. Die Seitenschiffe waren kreuzgratgewölbt, das Mittelschiff flach gedeckt. Im Innenraum hatte das Langhaus fünf Pfeilerjoche, die jeweils halb so groß waren wie die quadratische Vierung. Das Querhaus war wie das Langhaus basilikal, so dass sich die Seitenschiffe umgangsartig in das Querhaus fortsetzten. Der kreuzgratgewölbte Chorumgang um die Apsis setzte sich ebenfalls in das Querhaus fort. Insgesamt ergab sich dadurch ein fast geschlossener, nur an den Stirnwänden des Querhauses unterbrochener Umgang. Unter der Ostapsis und etwa dem halben Querhaus befand sich die Hallenkrypta. Diese ist dreischiffig in drei Jochen, mit vier stützenden Säulen, der Hauptraum schließt mit einem polygonen Ostjoch ab, an das sich drei Chorkapellen anschließen. Die Nebenräume verfügen nur über eine Stütze, das innere Joch der Nebenräume zudem über eine Apsis. Alle Kreuzgratgewölbe in Seitenschiffen und Krypta ruhten auf Halbsäulenvorlagen oder Säulen mit halsringlosen Würfelkapitellen, die sich an vielen ezzonischen Bauten finden. Die Krypta wurde am 11. Dezember 1051 geweiht. Die Schlussweihe erhielt der Bau am 30. Oktober 1063.
Der Bau weist deutliche Bezüge zur Kirche St. Maria im Kapitol in Köln auf, einer Stiftung von Richezas Schwester Ida. Beide Krypten sind identisch angelegt, die in Brauweiler war jedoch zwei Joche kürzer. Auch bei der Oberkirche gibt es deutliche Bezüge. Die markante Dreikonchenanlage von St. Maria im Kapitol wurde in Brauweiler auf eine Ostapsis reduziert, ähnlich ist jedoch die Verwendung des Umgangs. Identisch ist auch die Gliederung der Bauten in Quadrate und das Vorlagensystem. Insgesamt wird Brauweiler als reduzierte Kopie der Kölner Kirche angesehen, möglich ist jedoch auch ein Einfluss der 1040 von Richezas Bruder Hermann geweihten Klosterkirche von Stablo, zumal Stablo Mutterkloster für Brauweiler gewesen war.
Richeza plante Brauweiler als Familiengrabstätte, so ließ sie 1054 ihren in Augsburg begrabenen Vater in die Krypta umbetten und 1051 ihre Schwester Adelheid aus Nivelles.

### Das Richeza-Evangeliar

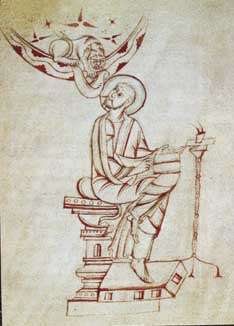
Der Evangelist Markus aus dem Richeza-Evangeliar

Das Richeza-Evangeliar, heute als Hs. 544 im Besitz der Universitäts- und Landesbibliothek Darmstadt, stammt aus der Kölner Kirche St. Maria ad Gradus, in deren Memorialbuch Richeza aufgrund großer Schenkungen von Ländereien aufgenommen wurde und in der auch ihr Grab den üblicherweise Stiftern vorbehaltenen zentralen Platz im Langhaus einnahm. Ob dieses auf Veranlassung Annos II. geschah oder ob vielleicht Richeza doch eigene Stiftungen an die Kirche vorgenommen hat, ist nicht zu klären. Ein Indiz für die letztgenannte These stellt jedoch das Evangeliar dar. Die Handschrift im Format 18 × 13,5 cm besteht aus 153 Pergamentblättern. Auf den Seiten 150v bis 152r ist ein Gebet verzeichnet, das auf eine hochadelige Besitzerin schließen lässt. Die folgenden Seiten enthalten Memorialeinträge. Unter diesen sind neben Richeza auch Anno II. und dessen Eltern. Die Einträge lassen den Besitz des Mariagradenstiftes am Codex um 1100 erkennen. Der Codex selbst ist um 1040, vermutlich im Maasland, entstanden und in seinem Bildschmuck unvollendet: Die Evangelisten Markus und Lukas sind als braune Federzeichnungen vollständig, Johannes hingegen nur eine Vorzeichnung. Mit dem Evangelisten Matthäus wurde noch nicht begonnen. Möglicherweise lässt sich aus dem Zustand der Codex genauer datieren: Nach 1047, als Richeza die geistlichen Gelübde ablegte, hatte sie keinen Bedarf mehr für eine persönliche, repräsentative Handschrift. Ob diese in ihrem Besitz verblieb und zusammen mit anderen Reliquien von Anno aus ihrem Nachlass für St. Maria ad Gradus verwendet wurde oder bereits von Richeza für diese Gründung ihres Bruders gestiftet wurde, ist nicht zu klären.

## Verehrung

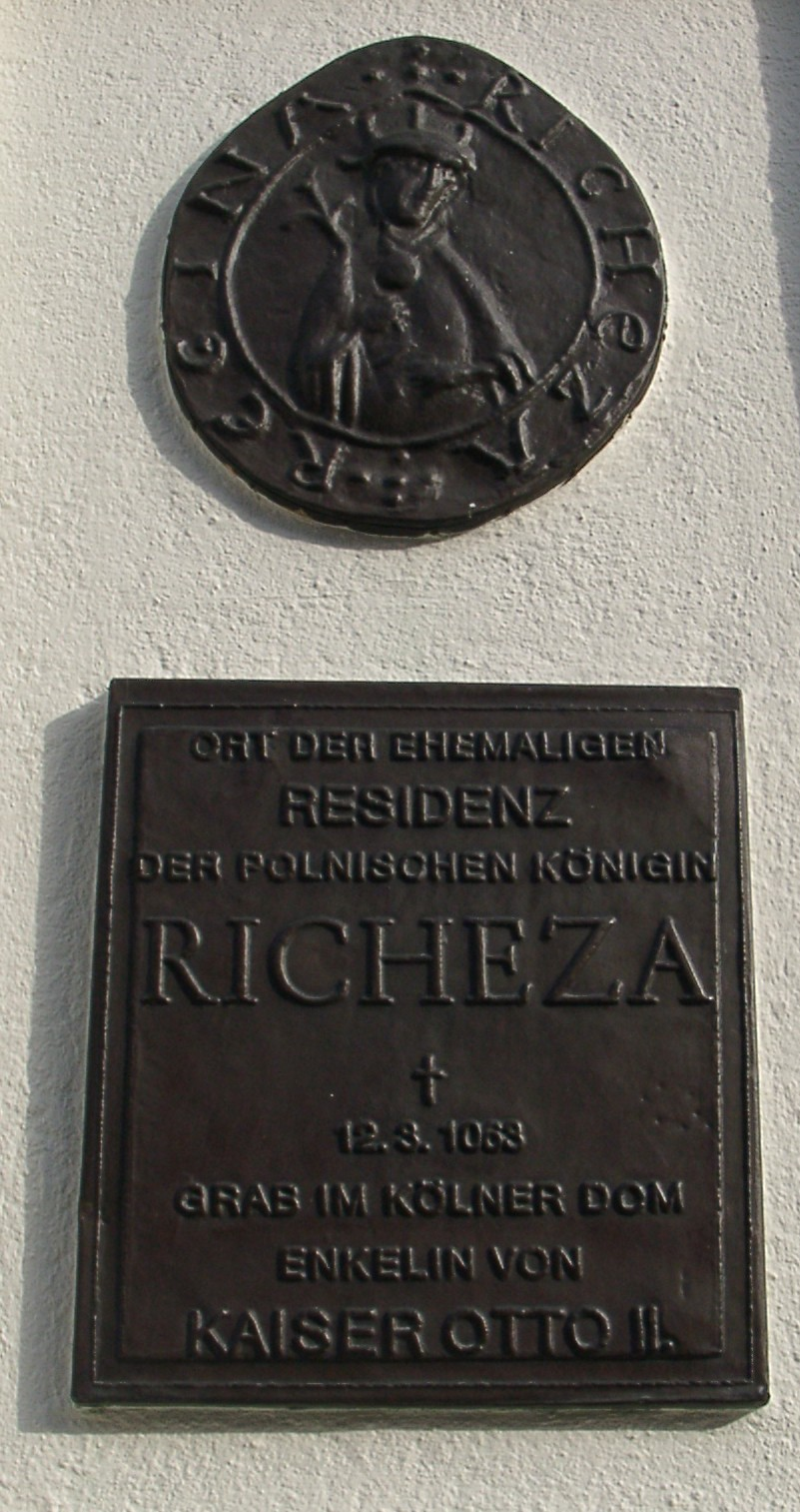
Gedenktafeln für Richeza in Klotten

Aufgrund ihrer Stiftungen und frommen Lebens schon im Mittelalter gelegentlich als Heilige angesehen, erfreut sich Richeza im Kölner Raum wie auch in Klotten einer Verehrung als Selige. Ihr Grab wurde nach der Verlegung in den Kölner Dom mehrfach zur Entnahme von Reliquien geöffnet. Bei der letzten Öffnung 1959 fand man die Gebeine gut erhalten vor. Richeza war von kleiner, zierlicher Statur, die Wirbelsäule wies Altersverschleiß auf, ein Schlüsselbein wies Spuren eines verheilten Bruches auf. Der Schädel war bräunlich verfärbt und hautlos, der Kopf bis auf das Gesicht in Stoffe eingeschlagen, der Schädel trug zudem eine goldene Netzhaube mit einem Kreuzmuster. Da der Schädel auf einem roten Kissen gebettet war, wurde auf eine Ausstellung der seligen Königin geschlossen. Reliquien Richezas (Atlaswirbel) befinden sich seit 1959 in St. Nikolaus in Brauweiler und seit 2002 auch in der Klottener Pfarrkirche und seit 1975 (eine Rippe) in der Abtei Tyniec bei Krakau (Polen).

## Nachkommen
Richeza hatte aus der Ehe mit Mieszko drei nachgewiesene Kinder:
- Kasimir (* um 1016), Herzog von Polen (Piasten)
- Gertrud (* um 1020), heiratete Großfürst Isjaslaw von Kiew (Rurikiden)
- Richeza (* 1018; † nach 1059), heiratete den späteren ungarischen König Béla (Arpaden)

## Rezeption
Die 1973 gegründete und vom Generalkonsulat der Republik Polen in Köln getragene polnischsprachige Primarschule Königin-Richeza-Schule (polnisch Szkoła im. Królowej Rychezy) in Köln ist seit 1998 nach ihr benannt. Außerdem gibt es eine Richeza-Schule in Brauweiler. Der vom Land Nordrhein-Westfalen vergebene „Richeza-Preis unterstützt und fördert die Verständigung, den Dialog und den bürgerlichen Austausch zwischen den Menschen in Polen und Nordrhein-Westfalen“.